# Sanctuaire Notre-Dame-du-Mont-Carmel de Bogota
Pour les articles homonymes, voir Sanctuaire Notre-Dame-du-Mont-Carmel.
Le sanctuaire national Notre-Dame-du-Mont-Carmel (en espagnol : Santuario Nacional Nuestra Señora del Carmen) est une église et un sanctuaire national de l'Église catholique dédié à la Vierge Marie sous le vocable de Notre-Dame du Mont-Carmel. Il se situe dans la ville de Bogota en Colombie, dans le quartier de La Candelaria, le secteur historique. Il appartient à la juridiction ecclésiastique de l'archidiocèse de Bogota.
L'édifice fut conçu par l'architecte salésien Giovanni Buscaglione, en style gothique florentin, avec des touches byzantine et arabe, influencé par ses voyages en Italie, à Constantinople, Izmir et Alexandrie. L'édifice est fait de trois nefs, disposées en croix latine. On note l'alternance des couleurs marron et crème emblématiques des Carmélites.
Par sa portée historique, son originalité, sa valeur architecturale et son inestimable richesse artistique, le sanctuaire (avec le collège salésien Léon-XIII (es)) fut déclaré Monument national par le décret 804 du 30 avril 1993. Aujourd'hui, c'est un symbole de la communauté salésienne et de son architecte.

## Histoire
Au milieu du XVIIe siècle fut construite la petite église des Carmes, que servit de lieu de culte au monastère de Saint-Joseph des Mères Carmélites déchaussées à Bogotá, fondée par Elvira de Padilla en 1606.
Le 5 novembre 1861, par décision du président Tomás Cipriano de Mosquera le monastère fut fermé. Les religieuses furent expulsées, le monastère fut utilisé par l'armée et saccagé. De nombreux objets de valeurs furent perdus, des peintures religieuses. L'édifice servit quelque temps d'hôpital militaire. le 18 décembre 1874 les nonnes revinrent à Bogotá et créèrent un nouveau couvent dans le secteur de Chapinero.
Par la suite, le président Rafael Núñez sollicita Jean Bosco et le pape Léon XIII, pour qu'ils envoient des religieux à Bogotá, afin de construire des écoles d'arts et donner des offices.
Ainsi le 11 février 1890 vint d'Italie le premier groupe de salésiens de Don Bosco ; le gouvernement récupéra l'ancien monastère abandonné. Il fut remis aux salésiens pour qu'ils y enseignent et le 1er septembre 1892 fut ouvert le collège salésien Léon-XIII (es) d'arts et offices. les salésiens achetèrent aux nonnes l'église des Carmes et leur rendirent des cadres, des images, des autels et des éléments du toit. Le peu qui reste du couvent carmélite et de l'église des Carmes sont un clocher et une partie du mur du Camarín del Carmen à l'angle de la route no 5 et de la rue no 9.
Durant plusieurs siècles, l'ancienne église fut un lieu de la dévotion à la Vierge des Carmes de Bogotá. Sous l'influence de Francisco Javier Baldúa, la ferveur mariale s'étendit à tout le pays et il fut nécessaire de construire un nouveau lieu de culte pour accueillir les dévots, qui n'entraient plus dans la cathédrale de Bogota.
En 1922 le père José María Bertola, directeur du collège salésien Léon-XIII, consulta l'archevêque de Bogotá, monseigneur Bernardo Herrera Restrepo, sur le lieu où situer le nouveau siège de culte à la Vierge des Carmes ; ce dernier lui répondit qu'il devait être construit sur l'ancien sanctuaire des Carmes. Les responsables salésiens se mirent alors en chantier.
Le 24 août 1923, après des difficultés qui paraissaient insurmontables, fut signé un contrat pour dévier le cours de la rivière Saint-Augustin (un ruisseau d'eaux usagées) entre les quatrième et la cinquième rues, à l'intersection avec la 8e rue. Sur l'ancien couvent furent construites dès 1924 les nouvelles installations du collège salésien Léon-XIII, laissant un espace libre pour la construction du sanctuaire.
Le 22 août 1926 l'archevêque coadjuteur Ismael Perdome célébra une messe, pendant laquelle il bénit la première pierre, inaugurant la construction. Des questions restent en suspens, notamment quant à une loi votée par le congrès associant la Colombie dans son ensemble à l'édification de l'édifice.

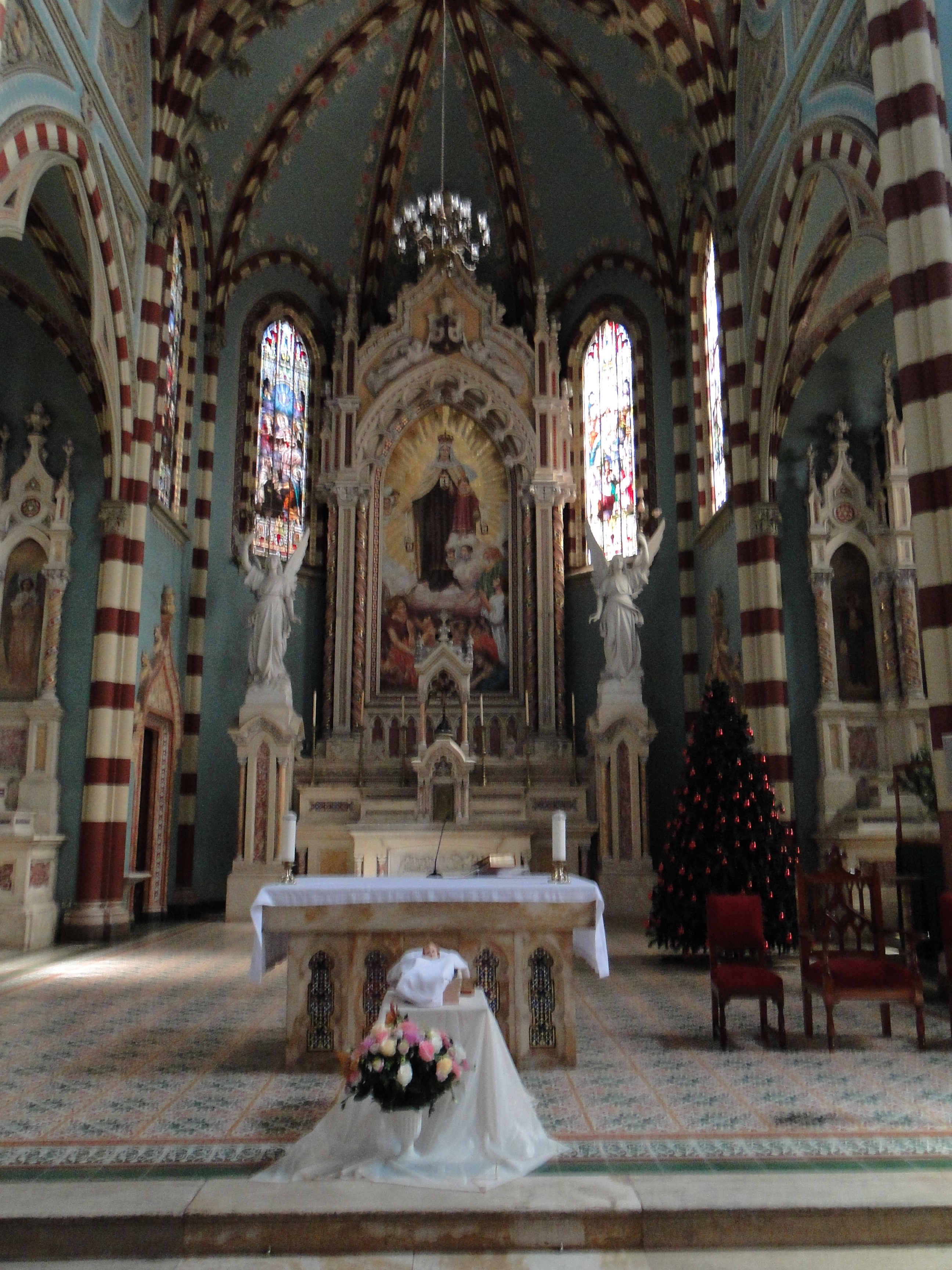
Autel dans l'église.

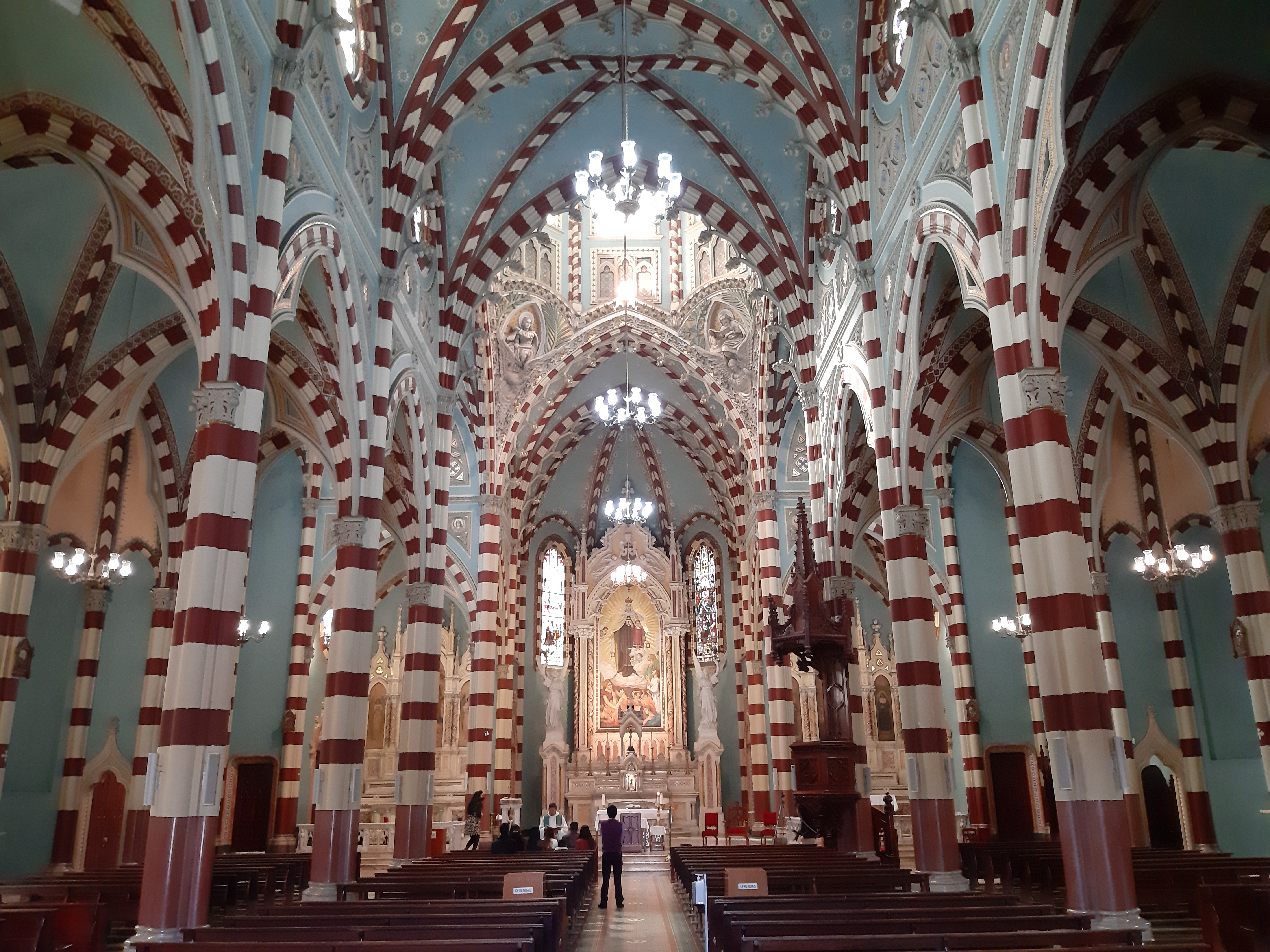
Vue intérieure de l'église.

Les plans du projet furent réalisés dans un premier temps à l'ingénieur salésien Ernesto Vespignani, auteur de différentes constructions religieuses. Il dessina un édifice néogothique qui fut complètement repensé par l'architecte salésien Giovanni Buscaglione, qui migra vers un style florentin, lui ajoutant des éléments d'influences byzantine et mudéjar, styles qu'il avait rencontré lors de séjours en Italie, à Constantinople, à Izmir et à Alexandrie.
La construction de l'église dura 10 ans sous les ordres de Buscaglione et de ses deux collaborateurs salésiens, Roberto Cárdenas et Constantine de Castro. Le maître d'œuvre était Adolfe Pulido. La décoration et l'ornementation furent réalisées par le sculpteur suisse Colombo Ramelli. Les travaux furent financés par des festivals et kermesses, avec un enthousiasme croissant au fur et à mesure qu'avançait le chantier. Le 7 mai 1938, le sanctuaire de la Vierge des Carmes fut inaugurée par la messe pontificale par monseigneur Pedro María Rodríguez évêque d'Ibagué.
Les troubles du 9 avril 1948 occasionnèrent des dégâts au bâtiment, notamment sur la façade. La pollution et le temps génèrent d'autres détériorations. D'autres problèmes apparurent : d'humidité, d'ajout de peinture sur l'ornementation originale, les fumées des bougies. Une restauration du sanctuaire des Carmes fut décidée le 1er juin 1987 par le père Carlos Julie Aponte, l'architecte Erneste Moura, le père Julio Olarte Franco et le père Mario Leonardo Peresson, projet confié à"Moure-Viece Ltda. architectos".
Le 10 août de la même année fut signé un contrat en trois points :
1. récupérer la peinture décorative intérieure[4] ;
2. réparer les colonnes saloniques[Quoi ?] de la tour, stopper les invasions d'insectes et traiter les boiseries ;
3. remodeler l'espace liturgique (du presbytère)[4].

Le travail de récupération de la peinture murale et des trois fresques des entrées, furent à charge du restaurateur mexicain Rodolfe Vallín Magaña; la construction de l'autel et agrandissement du presbytère furent commandés à la société Canteras Unidas ; la fabrication des colonnes avec ses mosaïques vénitiennes fut commandée à Erneste Romero et la peinture générale à Carlos Lara García. Les œuvres de restauration se conclurent le 16 juillet 1994.
Durant la restauration, le sanctuaire et le collège salésien Léon-XIII (es) furent déclarés Monument national par le décret 804 du 30 avril 1993.